# Memorias de Concepción Lombardo
Memorias es un manuscrito escrito entre 1835 y 1917 por Concepción Lombardo, primera dama de México durante las dos presidencias de Miguel Miramón.

## Contexto histórico
Memorias fue escrito por Concepción Lombardo, quien estuvo presente en diversos sucesos importantes, como lo son la Intervención francesa, la formación y caída del Segundo Imperio y el desarrollo de la República de México bajo la presidencia de Benito Juárez.

## Contenido
Está compuesto por un prólogo y once capítulos que empiezan con el nacimiento, infancia y juventud de Lombardo, incluyendo su matrimonio dando una perspectiva importante de la vida de su esposo, Miguel Miramón, donde describe varias de sus decisiones militares y políticas.
Un ejemplo de los relatos históricos que describe Lombardo se puede apreciar a continuación, donde ella describe la relación entre Benito Juárez y los Estados Unidos en los sucesos previos a la caída del Segundo Imperio:

La República Norte Americana no podía ver con buenos ojos el engrandecimiento y el progreso en nuestra amada patria, ni que hubiese un gobierno de orden y estable, que fuese respetado por las grandes potencias de Europa, y que garantizase a éstas, la vida y los intereses de sus conacionales. [...] Sin el apoyo de los E. Unidos, Juárez y todos sus secuaces, hubieran sido impotentes para derrocar el Imperio; pero ya eso era cuestión vieja, y el método adoptado por la ladrona República desde muchos años atrás, fue siempre, el fomentar en México la guerra cibil, para sacar luego la castaña con la mano del gato

## Publicación
Memorias ha sido publicado en dos ocasiones:
- 1980 - La editorial Porrúa publicó Memorias de Concepción Lombardo de Miramón, la cual está dividida en dos partes:

1. La primera parte contiene un prólogo y notas de Felipe Teixidor y el manuscrito de Lombardo (el cual aún tenía errores ortográficos y estilo rebuscado)
2. La segunda parte contiene el Epistolario de Miguel Miramón y Concepción Lombardo entre 1858 y 1867, un extracto de la colaboración militar entre Domingo Ibarra y Miramón entre 1838 y 1860, el Manifiesto a la Nación que Miramón dio al ser presidente interino en 1859, el epistolario entre Miramón y el general Casanova, diversos documentos relevantes a la relación entre Miramón y el general Mejía, al igual que el archiduque Maximiliano Habsburgo.

- 1992 - La editorial Grijalbo publicó Memorias de una primera dama de Concepción Lombardo de Miramón, el cual contiene el manuscrito de Lombardo con la ortografía corregida y con corrección de estilo por Emanuel Carballo.
- Desde 2006 la Revista Museo Soumaya publica cada mes nuevas entregas de las Memorias de Concha Miramón.[4]